# 인어 아가씨
《인어 아가씨》는 2002년 6월 24일부터 2003년 6월 27일까지 방영한 MBC 일일연속극이다.
일일드라마로서는 다소 파격적인 소재를 추리소설 같은 치밀한 구성과 연기자들의 개성 강한 연기로 풀어낸 드라마이다.

## 기획 의도
- '열정'이란 이기적인 욕심 때문에 조강지처를 버리고 새로운 가정을 꾸린 아버지를 향한, 복수를 인생의 목표로 삼고 자라난 전처 딸의 복수를 그린 드라마
- 혈육을 향한 치밀하고 냉정한 복수극과 그녀의 운명적인 사랑이야기를 통해, '결혼'에 담긴 신성한 의무와 '사랑'에 담긴 진실에 대해 생각해 보게 하는 드라마

## 등장 인물

### 주요 인물
- 장서희 : 은아리영(殷雅悧瑛[1], 29세) 역 (아역 송민주)

진섭 &경혜의 딸이며, 필명 은아. 피나는 노력으로 28세에 방송작가로 등단하고, 아버지와 불륜 관계였던 배우 수정이 출연하는 드라마 ‘사랑의 기쁨’을 집필한다. 불륜으로 가정을 버린 아버지에 대한 복수심에 이복동생 예영의 약혼자 주왕을 뺏는다.
- 김성민 : 이주왕(李朱旺, 30세) 역

성수& 실라 의 아들 , 옥선 의 손자 태양일보 사회부 기자. 예영과 약혼을 했지만 우여곡절 끝에 예영의 이복언니 아리영과 결혼한다.
- 우희진 : 은예영(殷叡瑛, 25세) 역

진섭 &수정의 딸이자 , 아리영 의 이복동생태양일보 연예부 기자, 주왕의 약혼녀. 아리영에게 주왕을 뺏기자 분노하지만, 자신의 부모가 불륜으로 맺어졌다는 사실에 충격을 받는다.
- 정보석 : 마마준(29세) 역

수아의 아들이자 마린 의 오빠 ,회계사이다. 마마보이다.

### 아리영네
- 정영숙 : 한경혜(51세) 역

아리영의 엄마. 둘째 세영을 임신중에 남편과 후배 수정의 불륜으로 충격받고, 세영이 야산에서 죽게 돼 후천적 시각 장애를 갖게 되고 말았다.
- 은세영 : 아리영의 동생으로 경혜의 아들. 비극적인 내용이기 때문인지 아리영의 어머니를 사자로 등장시킨 것으로 보인다. 남편과 수정이 불륜을 저지를 때에 임신중이었던 남동생임. 발달장애인으로 태어났고, 가지고 있던 돈을 아리영의 동생을 돌보는 데 썼음. 청소년 시기에 집을 나갔다가 저체온증으로 죽음.

### 주왕네
- 김병기 : 이성수(54세) 역

주왕의 아버지, 태양일보 사장. 아내 실라에게 무뚝뚝하다.
- 김용림 : 금실라(54세) 역

주왕의 어머니, 성수의 아내. 부잣집 막내 딸로 자라 성품이 순진하고 애교가 많다.
- 사미자 : 금옥선(74세) 역

주왕의 할머니. 며느리 실라와 찰떡 궁합이다.

### 예영네
- 박근형 : 은진섭(殷眞燮, 53세) 역

아리영과 예영의 아버지, 태양일보 문화부 부국장. 아내의 후배 수정과 불륜을 저지르고 매정하게 처자식을 버린다.
- 한혜숙 : 심수정(49세) 역

예영의 어머니, 배우. 출연 중인 드라마의 작가 아리영과 사사건건 갈등을 빚었는데 아리영이 경혜의 딸임을 알고 충격을 받는다.

### 마준, 마린네
- 고두심 : 조수아(50세) 역

마준 & 마린 어머니로 , 본명은 조영춘. 부티크을 운영하는 수정의 친구이자 은근한 경쟁자로, 경혜의 집에 세들어 살았었고, 경혜와도 친구처럼 지냈었다.
- 이재은 : 마마린(25세) 역

수아의 딸 , 마준의 여동생 구성 작가이다. 별명은 마가린이고 온갖 사건사고로 인해 마준이에게 걸리기까지 한다. 훗날 형선이와 결혼을 하게된다

### 그 외 인물
- 최재호 : 안형선(35세) 역 - 방송국 PD, 드라마 '사랑의 기쁨' 감독, 훗날 마린과 결혼
- 전미선 : 윤성미(29세) 역 - 아리영의 친구이자 조력자, 태양일보 기자
- 서권순 : 홍미성 역 - 우주그룹 안주인, 이원재의 어머니
- 유혜리 : 유혜리 역 - 배우, 드라마 '사랑의 기쁨' 이나영 역
- 최선자 : 동진 엄마 역 - 주왕네 가사 도우미
- 이숙 : 강숙 역 - 드라마 '사랑의 기쁨' 출연 배우
- 방양희 : 윤혜리 역 - 부티크 직원. 성미의 사촌 언니
- 김혜옥 : 현빈의 어머니 역
- 사강 : 윤진경(25세) 역 - 마린의 친구. 한민경 요리학원 원장의 딸
- 박탐희 : 백수림 역 - 아리영의 옛 연인 이원재의 전부인. 아리영에 대한 복수심으로 주왕에게 접근하는 인물.
- 현숙희
- 홍순창 : 롤랑 박 역 - 수아의 스승, 유명 디자이너
- 김하균 : 택시 기사 역 - 마준과 예영의 부부 싸움을 중재한 택시 기사.
- 이연선 : 부티크 직원 역
- 정한헌 : 택시 기사 역
- 정영금 : 식당 주인 역
- 김영배
- 김희라 : 산부인과 의사 역
- 양현태 : AD조연출 역
- 정유찬

## 시청률
- 동시간대의 KBS1 일일연속극 <사랑은 이런거야>의 흥행으로 첫방송 시청률은 10.2%로 저조하였으나, 한 주 늦게 시작한 <당신 옆이 좋아>를 방영 3주차에 역전하고[2][3], 방영 시작 한 달 후인 7월 24일에는 25.2%의 시청률을 기록하였다.[4]
- 그 한 달 후 8월 2주차에는 30%대의 시청률을 넘었으며, 2002년 12월 이후부터는 주간 시청률 40%를 돌파하였다.
- AGB닐슨 미디어리서치에 따르면 최고 시청률은 47.9%(2003년 2월 5일)이고 마지막회 시청률은 37.6%이다.[5]

| 방영 주차  | TNmS 시청률 (순위) | AGB 시청률 (순위) |
| ---------- | ------------------ | ----------------- |
| 7월 1주차  | 13.4% (35위)       | -                 |
| 7월 2주차  | 16.1% (-)          | 20.5% (17위)      |
| 7월 3주차  | - (5위)            | 23.6% (3위)       |
| 7월 4주차  | - (6위)            | -                 |
| 7월 5주차  | -                  | 25.6% (2위)       |
| 8월 1주차  | 25.1% (1위)        | 28.4% (1위)       |
| 8월 2주차  | 26.7% (1위)        | 30.6% (1위)       |
| 8월 3주차  | 26.5% (1위)        | 32.7% (1위)       |
| 8월 4주차  | - (1위)            | 32.9% (1위)       |
| 9월 1주차  | 29.3% (1위)        | 34.4% (1위)       |
| 9월 2주차  | 29.8% (1위)        | 34.7% (2위)       |
| 9월 3주차  | 27.4% (2위)        | - (2위)           |
| 9월 4주차  | -                  | - (2위)           |
| 9월 5주차  | -                  | 33.4% (2위)       |
| 10월 1주차 | -                  | 34.6% (2위)       |
| 10월 2주차 | -                  | 35.1% (2위)       |
| 10월 3주차 | 31.4% (2위)        | 35.5% (2위)       |
| 10월 4주차 | 31.8% (2위)        | 36.0% (2위)       |
| 11월 1주차 | 31.1% (2위)        | 35.4% (2위)       |
| 11월 2주차 | 32.1% (2위)        | 36.8% (2위)       |
| 11월 3주차 | 33.3% (2위)        | 36.9% (2위)       |
| 11월 4주차 | 33.9% (2위)        | 38.8% (2위)       |
| 12월 1주차 | 35.3% (2위)        | 39.8% (2위)       |
| 12월 2주차 | 35.8% (2위)        | 40.3% (2위)       |
| 12월 3주차 | 33.6% (2위)        | 37.2% (2위)       |
| 12월 4주차 | 36.4% (2위)        | 39.8% (2위)       |
| 12월 5주차 | 38.4% (1위)        | - (1위)           |
| 1월 1주차  | 38.0% (1위)        | - (2위)           |
| 1월 2주차  | 37.1% (1위)        | 41.4% (2위)       |
| 1월 3주차  | 37.6% (1위)        | 42.2% (1위)       |
| 1월 4주차  | 35.0% (1위)        | - (1위)           |
| 2월 1주차  | 40.3% (1위)        | 43.4% (1위)       |
| 2월 2주차  | 41.1% (1위)        | 43.7% (1위)       |
| 2월 3주차  | 37.2% (2위)        | 41.5% (2위)       |
| 2월 4주차  | 36.8% (1위)        | - (2위)           |
| 3월 1주차  | 36.2% (2위)        | - (2위)           |
| 3월 2주차  | 35.2% (2위)        | - (2위)           |
| 3월 3주차  | 35.3% (2위)        | - (2위)           |
| 3월 4주차  | 35.6% (2위)        | 40.6% (2위)       |
| 4월 1주차  | 36.2% (2위)        | 39.6% (2위)       |
| 4월 2주차  | 35.7% (1위)        | 39.2% (1위)       |
| 4월 3주차  | 31.7% (1위)        | 35.5% (1위)       |
| 4월 4주차  | 34.2% (1위)        | 38.2% (1위)       |
| 4월 5주차  | 31.8% (1위)        | -                 |
| 5월 1주차  | -                  | 34.1% (2위)       |
| 5월 2주차  | -                  | - (1위)           |
| 5월 3주차  | 33.2% (1위)        | 35.2% (1위)       |
| 5월 4주차  | 31.2% (2위)        | 33.8% (2위)       |
| 6월 1주차  | - (3위)            | - (3위)           |
| 6월 2주차  | 31.3% (2위)        | 34.0% (2위)       |
| 6월 3주차  | 29.3% (2위)        | 33.3% (1위)       |
| 6월 4주차  | 32.9% (1위)        | 35.7% (1위)       |

## 편성 변경 및 결방 사유
- 2002년 6월 25일: 2002년 FIFA 월드컵 대한민국 : 독일 4강전 중계 방송으로 인해 결방
- 2002년 6월 26일: 2002년 FIFA 월드컵 브라질 : 튀르키예 4강전 중계 방송으로 인해 결방
- 2002년 7월 2일: 6시부터 〈월드컵 성공 국민대축제 편성〉[8]으로 인해 결방
- 2002년 8월 22일 : 청소년 축구 평가전 대한민국 : 아르헨티나 중계 방송으로 인해 결방[9]
- 2002년 9월 17일: 6시 50분부터 청소년 축구 대표팀 평가전 〈대한민국 vs 브라질〉 중계 편성으로 인해 결방
- 2002년 10월 3일: 6시 30분부터 아시안게임 축구 〈대한민국 vs 말레이시아〉 중계 편성으로 인해 결방
- 2002년 10월 8일: 6시 50분부터 아시안게임 축구 8강전 〈대한민국 vs 바레인〉 중계 편성으로 인해 결방
- 2002년 10월 10일: 7시 20분부터 아시안게임 축구 준결승 〈대한민국 vs 이란〉 중계 편성으로 인해 결방
- 2002년 11월 20일: 6시 50분부터 〈브라질 축구 대표팀 초청 축구〉 중계 편성으로 인해 결방
- 2002년 11월 22일: 뉴스 특보 편성으로 인해 결방
- 2002년 11월 26일: 〈청년 100인, 이회창 후보를 검증한다〉 방송으로 인해 결방
- 2002년 12월 3일: 7시 50분부터 <제 16대 대통령후보 초청 합동 토론회> '정치 분야' 편성으로 인해 결방
- 2002년 12월 10일: 7시 50분부터 <제 16대 대통령후보 초청 합동 토론회> '경제·과학' 분야 편성으로 인해 결방
- 2002년 12월 16일, 12월 19일, 12월 20일: 제16대 대통령 선거 관련 방송으로 인해 결방
- 2003년 2월 18일: 대구 지하철 화재 참사 관련 뉴스 특보 편성으로 인해 결방
- 2003년 3월 20일: 뉴스 특보 편성으로 인해 결방
- 2003년 6월 11일: 6시 50분부터 한일월드컵 국가대표 평가전 〈대한민국 vs 아르헨티나〉 중계 편성으로 인해 결방
- 2003년 6월 27일: 마지막회(246회) 편성 변경 (저녁 7시 50분부터 1시간 5분간 방영)

## 연장
- 2002년 11월, 6개월 방송 예정이었던 방영 분량이 2003년 3월까지 연장되었다.[10]
- 3개월 더 연장되어 6월 말 종영으로 가닥을 잡았으며, 7월 둘째주, 9월까지 연장설이 돌았으나 예정대로 6월 27일에 종영하였다.[11]
- '고무줄 편성'으로 인한 소재 고갈, 오락가락한 장르로 인해 시청자들로부터 비난을 받았다.[12]

## 수상
- 2002년 MBC 연기대상 베스트 커플상, 네티즌 인기상, 올해의 연기자상, 여자 최우수상, 대상 장서희
- 2002년 MBC 연기대상 베스트 커플상, 남자 신인상 김성택
- 2002년 MBC 연기대상 여자 우수상 우희진
- 2002년 MBC 연기대상 특별상 박근형, 정영숙, 한혜숙
- 2002년 MBC 연기대상 작가상 임성한

## 경쟁 프로그램
- 사랑은 이런거야 (KBS1)
- 당신 옆이 좋아 (KBS1)
- 노란 손수건 (KBS1)

## 참고 사항
- 당초 가제는 <몸짓>이었으나[13] <사랑과 결혼>으로 제목이 변경되었다.[14] 첫 방영 몇 주 전 <인어 아가씨>로 제목이 변경되었는데, KBS 2TV에서 방영 예정이었던 <인어공주>와 제목이 유사하여 KBS 측과 갈등을 빚었다.[15] <인어공주>는 <러빙유>라는 제목으로 방영되었다.
- 2002년 3월 방영될 예정이었으나 MBC 내부 사정과 2002년 FIFA 월드컵 중계방송 편성으로 인해 첫 방영일이 6월로 늦춰졌다.[16]
- 장서희, 김성택, 이재은이 맡은 은아리영, 이주왕, 마마린 역은 당초 채시라(은아리영), 손지창, 류진(이상 이주왕), 안연홍(마마린)이 물망에 올랐다. 그러나, 임성한 작가의 고집으로 은아리영 역은 초기 기획대로 장서희가 맡게 되었고[17], 손지창, 류진은 MBC 수목극 <삼총사> 캐스팅, 안연홍은 MBC 수목극 <로망스> 출연을 이유로 거절한 바 있었다.
- 장서희는 <그 여자네 집> 종영 후 바로 해당 드라마에 캐스팅된 후 8개월 동안 살사, 드럼, 국선도 등을 배우며 단단히 준비를 했다.[18]
- <안개비연가>라는 49부작의 대만 드라마를 표절했다는 의혹이 네티즌들 사이에서 제기된 바 있었다. 남자 주인공이 기자라는 점, 여주인공이 아버지로부터 버림받은 점, 복수의 대상으로 이복 여동생이 좋아하는 남자를 선택한다는 점 등이 비슷하다고 되었다.
- 이에 제작진은 해명에 나섰는데, 해당 드라마가 기획된 것은 <안개비연가>가 방송되기 1년 전인 2000년 봄이고, 1990년 작가 임성한이 집필한 KBS 드라마게임 <미로에 서서>를 수정 보완한 기획안이 검토 대상이었다는 것이다.[19]
- 출연한 배우들이 평소 이미지와는 완전히 다른 성격의 배역을 맡았는데, 주로 진중한 역을 맡았던 정보석(마마준 역)은 철없는 아들로, 근엄한 역을 맡았던 김용림(금실라 역)은 애교만점의 여자로, 따뜻한 어머니 역을 맡았던 고두심(조수아 역)은 이중적인 인물로 묘사되었다.[20]
- 2002년 9월 16일 방영분 중 아리영(장서희)이 심수정(한혜숙)의 따귀를 때리며 분노하는 장면이 화제가 되었다. 원래 대본에서는 아리영이 병을 깨서 진섭(박근형)에게 들이대도록 돼 있었으나, 대본 연습 시간 자극적인 설정이라는 원로 연기자들의 반대로 인해 아리영이 자신의 손목에 대는 시늉을 하는 것으로 바뀌었다.[21]
- 장서희(은아리영 역)은 2002년 MBC 연기대상에서 무려 5관왕을 차지했는데, 이는 MBC 연기대상 사상 전무후무한 기록이다.
- 천편일률적이었던 일일극의 포맷을 깬 차별화된 내용, 극적인 연출, 과감한 설정에 탄탄한 연기력까지 결부되어 시청자들의 좋은 반응을 이끌어냈다.[22][23]
- 높은 시청률에도 불구하고 주요 일간지와 통신사의 방송담당 기자단 17명이 뽑은 2002년 최악의 드라마 1위에 선정되었다.[24] 또한, 2003년에도 올해의 최악의 방송프로그램에 선정되었다.[25][26]
- 2002년 9월 12일, 다음 카페에 임성한 안티 정정당당이라는 안티 커뮤니티가 개설되었다. 이 카페의 회원들은 드라마 내용 중 비상식적인 내용전개와 인간관계, 지나친 간접광고, 계층 간의 위화감 조성, 여성에 대한 보수적인 시각 등을 문제점으로 지적하였으며[27][28], 2003년 3월 10일 종영요구와 함께 사이버 시위를 진행하였다.[29]
- 한국여성단체연합 역시 등장인물과 상황들, 대사들을 지적하며, 작가의 '여자의 적은 여자', '여자 사이에는 우정이 없다', '여자는 출가외인이다' 등의 여성에 대한 왜곡적이고 보수적인 시각에 대해 신랄하게 비판하였다.[30]
- 6개월가량의 연장 때문에 후반부로 갈수록 소재 고갈로 인한 극단적이고 황당한 전개가 계속되어 비난을 받았다.[31]
- 공교롭게도 작가 임성한, 출연한 배우 장서희, 김용림, 한혜숙, 고두심 등이 불교 신자였다.[32]
- 윤성미 역의 전미선은 당초 3주가량 출연하기로 예정되었으나, 배역의 중요도로 인해 6개월가량 출연할 수 있었다.[33]
- 2019년 2월 18일 개국한 MBC ON 채널에서 재방영되었다.
- 은아리영과 이주왕 은국장이 근무하던 태양일보 라는 신문사 상호는 약 12년 후 압구정 백야에서 다시 등장한다.